# Xylopia vitiensis
Xylopia vitiensis este o specie de plante angiosperme din genul Xylopia, familia Annonaceae, descrisă de Albert Charles Smith. Conform Catalogue of Life specia Xylopia vitiensis nu are subspecii cunoscute.